# 中島悦子
中島 悦子（なかしま えつこ、1961年 - ）は、日本の詩人。詩誌『木立ち』同人。

## 来歴
福井県出身。横浜国立大学大学院を修了した。
2009年に詩集『マッチ売りの偽書』で第59回H氏賞を受賞する。
2015年には『藁の服』 で第48回小熊秀雄賞を受賞した。

## 著書
- 『Orange』土曜美術社、1990年10月
- 『マッチ売りの偽書』思潮社、2008年9月
- 『藁の服』思潮社、2014年10月
- 『暗号という』思潮社、2019年8月